# Sotpaddspindel
Sotpaddspindel (Ozyptila claveata) är en spindelart som först beskrevs av Charles Athanase Walckenaer 1837.  Sotpaddspindel ingår i släktet Ozyptila och familjen krabbspindlar. Arten är reproducerande i Sverige. Inga underarter finns listade i Catalogue of Life.